# Religioses de l'Infant Jesús
|  | Aquest article tracta sobre la congregació fundada per Nicolas Barré. Si cerqueu la congregació fundada en 1667 a Lo Puèi de Velai per Anna Maria Martel , vegeu «Germanes del Nen Jesús». |

Les Religioses de l'Infant Jesús o Germanes de l'Infant Jesús, en francès Sœurs de l'Enfant Jésus, són un institut religiós femení, una congregació religiosa dedicada a l'ensenyament fundada en 1666 per Nicolas Barré a Rouen. Les seves germanes, conegudes també com a Dames de Sant Maur o Dames Negres, posposen al seu nom les sigles I.J.S.. Les Dames de Sant Maur tenen com a objectiu l'educació cristiana de nens i joves. Són presents a Europa (República Txeca, França, Irlanda, Itàlia, Regne Unit, Espanya), Àfrica (Camerun, Nigèria), Àsia (Japó, Malàisia, Singapur, Tailàndia) i Amèrica del Sud (Bolívia, Perú): la seu general és a Pound Hill (Anglaterra). Al final de 2005 l'institut tenia 741 religioses en 153 cases. A Catalunya, n'hi ha cases a Barcelona i Bellvitge. A Espanya, a Madrid, Burgos i Bembibre (Lleó).

## Història
La congregació fou fundada en 1666 a Rouen pel frare mínim Nicolas Barré (1621-1686). Era docent de teologia al convent de París i ja en 1647, preocupat per la manca d'instrucció dels nens pobres, començà a obrir escoles gratuïtes on poguessin aprendre primeres lletres i doctrina religiosa. Començà llavors a cercar que una comunitat religiosa se n'encarregués de la direcció.
En 1659, Barré fou enviat a Rouen, on trobà que el problema de la manca d'educació dels nens era encara major. Va resoldre actuar, formant una comunitat dedicada a l'ensenyament. Reuní un grup de joves aristòcrates que volien dedicar-s'hi i en 1662 obriren les primeres escoles. En 1666 formà una comunitat i els donà la regla del tercer orde dels mínims. La comunitat fou aprovada com a comunitat religiosa per l'arquebisbe de Rouen, monsenyor Harlay de Champvallon. El 1674 Barré obrí un seminari per a la formació de les germanes, amb seu a la Rue de Saint-Maur de París: per això les germanes foren conegudes com a Dames de Saint-Maur.
La congregació obrí escoles també a París, el Llenguadoc i Aquitània. A mitjan segle xix, sortí de França i obrí cases a Malàisia, Singapur i el Japó, a més d'altres llocs d'Europa. El 1860 es van establir a Barcelona, on obriren l'Escola Infant Jesús, també coneguda com a Escola de les Dames Negres. Obtingué l'aprovació pontifícia amb el decret de 21 de novembre de 1866: les constitucions foren aprovades en 1892.